# راینهارت گیلن
راینهارد گِلِن (به آلمانی: Reinhard Gehlen) ژنرال ارتش آلمان در زمان جنگ جهانی دوم بود و به عنوان رهبر نیروهای اطلاعات در جبههٔ شرقی شناخته می‌شد. بعد از جنگ توسط ارتش آمریکا به خدمت گرفته شد تا یک گروه جاسوسی را علیه نیروهای شوروی که به نام سازمان گلن معروف شد را تشکیل دهد. او به عنوان اولین رئیس سازمان اطلاعاتی آلمان ب.ان.د (به آلمانی: B.N.D) شناخته می‌شود و تا سال ۱۹۶۸ این سمت را به عهده داشت. گلن به عنوان یکی از افراد اسطوره ای در زمان جنگ سرد شناخته می‌شود.

## شرح حال
پدر گلن تا سال ۱۹۰۸ در ارتش خدمت می‌کرد و بعدها یک کتاب فروشی را در شهر برسلاو اداره می‌کرد. راینهارد گلن پسر عموی جامعه شناس معروف آرنولد گلن می‌باشد . بعد از گذراندن دورهٔ تحصیلات دبیرستانی در سال ۱۹۲۰ به نیروهای سلطنتی آلمان پیوست و سال ۱۹۲۶ به مدرسهٔ نظامی رفت و پس از گذراندن دوره‌های مربوطه به عنوان ستوان اول شروع به خدمت کرد. در سال ۱۹۳۱ ازدواج کرد . در سال ۱۹۴۱ رهبری نیروهای شرقی را به عهده گرفت.